# Sophia Bush
Pour les articles homonymes, voir Bush.
Sophia Bush, née le 8 juillet 1982 à Pasadena, en Californie, est une actrice, productrice et activiste américaine.
Elle est révélée au grand public par le rôle de Brooke Davis dans la série Les Frères Scott (2003-2012) sur la chaîne The CW.
Le succès de la série lui permet de jouer au cinéma dans des films tels que John Tucker doit mourir (2006), Stay Alive (2006), Hitcher (2007), The Narrows (2008) et Chalet Girl (2011).
Elle confirme grâce au rôle d'Erin Lindsay dans la série télévisée Chicago Police Department (2014-2017) diffusée sur la chaîne américaine NBC.
Parallèlement, elle continue d'apparaître au cinéma dans des productions comme Marshall (2017), Acts of Violence (2017) et Les Indestructibles 2 (2018).
En 2021, elle joue dans la série Good Sam dans laquelle elle interprète le personnage principal.
En 2024, elle obtient un rôle de choix dans la fameuse série Grey's Anatomy. C'est dans l'épisode 6 de la saison 21 que l'actrice fait ses premiers pas sur le plateau de la fameuse série médicale.

## Biographie

### Jeunesse et formation
Née à Pasadena en Californie, Sophia Anna Bush est la fille unique de Maureen, gestionnaire d'un studio de photographie, et de Charles William Bush, un photographe de publicités et de célébrités. Elle a des origines italiennes, anglaises, écossaises et irlandaises.
À l'âge de 17 ans, elle est élue Reine de la 111e parade annuelle « Tournament of Roses » dans sa ville natale, et un an plus tard, elle ressort diplômée de son lycée. Elle s'inscrit alors à l'université de Californie du Sud afin d'étudier le journalisme et le théâtre, elle y devient aussi membre de la sororité Kappa Kappa Gamma. Elle quitte l'université après trois années, pour se consacrer à la série Les Frères Scott.

### Carrière

#### Débuts et révélation télévisuelle
Sophia Bush apparaît pour la première fois à la télévision à l'âge de 20 ans en obtenant un petit rôle dans la comédie American Party. Elle enchaîne ensuite rapidement les rôles en apparaissant dans le téléfilm dramatique Au cœur des flammes et aussi dans trois épisodes de la saison 1 de la série Nip/Tuck, et dans un épisode de la saison 7 de Sabrina, l'apprentie sorcière.
Elle est initialement choisie pour tenir le rôle de Katherine Brewster dans Terminator 3 : Le Soulèvement des machines mais c'est finalement Claire Danes qui obtient le rôle car le réalisateur trouvait Sophia Bush trop jeune pour incarner le personnage. Elle apparaît tout de même au cinéma dans le film indépendant Learning Curves.
En 2003, l'actrice obtient le rôle de Brooke Davis dans la série dramatique Les Frères Scott sur la chaîne The CW. Elle quitte alors la Californie pour la Caroline du Nord et tiendra le rôle jusqu'à la fin de la série en 2012. La série permet à Sophia de se faire connaitre du grand public et de poser pour de grands magazines tels que Entertainment Weekly, Lucky, Maxim, Glamour et InStyle et de participer à plusieurs contrats de promotion,.
Même si le tournage des Frères Scott est prenant, Sophia Bush profite des trois mois de pause entre chaque saison pour apparaître au cinéma.
En 2005, elle tient l'un des rôles principaux dans le film d'action Supercross tourné en Californie.
En 2006, elle s’essaie au film d'horreur dans Stay Alive tourné en Louisiane, et retourne à la comédie dans John Tucker doit mourir aux côtés de Jesse Metcalfe et Brittany Snow tourné au Canada. Stay Alive se place numéro 3 du box-office et John Tucker doit mourir connait un succès commercial empochant plus de 60 millions de dollars de recettes.
En 2007, elle tourne dans le thriller The Hitcher au Texas. Elle y partage la vedette aux côtés de Sean Bean. Cette production est cependant très mal reçue par la critique. Mais lui permet, tout de même, de remporter le Teen Choice Awards de la meilleure actrice dans un thriller.
En 2008, elle tourne dans le thriller The Narrows à New York aux côtés de Kevin Zegers, Eddie Cahill et Vincent D'Onofrio (sorti en septembre 2008 lors du festival international du film de Toronto), ainsi que dans la comédie romantique Les colocataires tournée en Californie. Cette production dans laquelle elle évolue aux côtés de Brandon Routh, Jennifer Morrison et Jesse Bradford passe, en revanche, inaperçue.

#### Rôles réguliers à la télévision

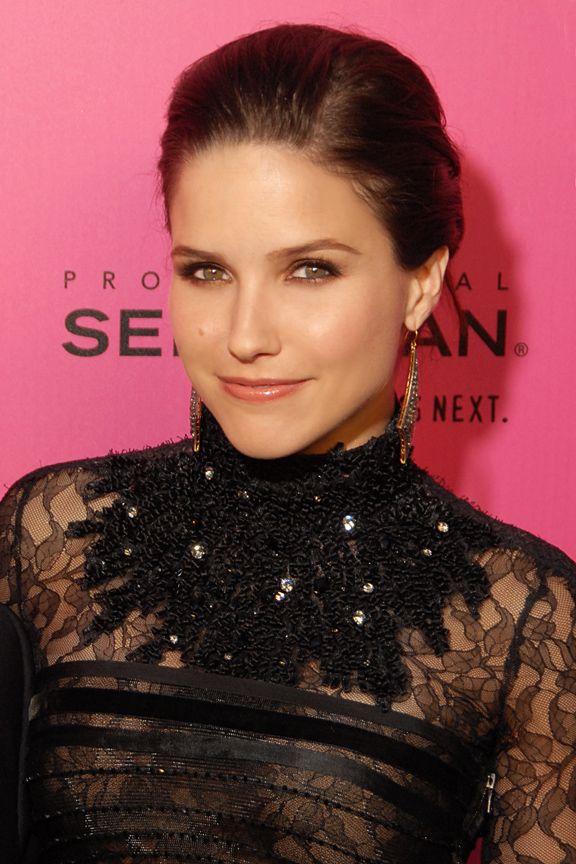
Sophia Bush lors de la 6e cérémonie des Hollywood Style Awards à Beverly Hills, en octobre 2009.

Enfin, en 2011, Sophia Bush tourne dans la comédie romantique Chalet Girl en Europe, et le pilote de la série Southern Discomfort en Californie.
Par ailleurs, dans la mesure où l'équipe des Frères Scott a pour habitude de confier la réalisation d'épisodes à certains des acteurs, Sophia Bush devient réalisatrice le temps de trois épisodes de la septième, huitième, et neuvième saison.
Après neuf saisons, Les Frères Scott touche à sa fin et en février 2012, Sophia Bush rejoint rapidement la distribution de la nouvelle série comique intitulée Partners diffusée sur CBS et tournée en Californie. Cependant, la série est annulée en mars 2013 après une courte saison de 13 épisodes.
Sophia Bush apparaît alors dans le clip Carried Away du groupe Passion Pit et tourne ensuite dans le pilote de la série Hatfields and McCoys pour la chaîne américaine NBC, où elle a le rôle principal au côté de l'acteur Jesse Soffer. Mais finalement, le pilote ne sera pas convaincant.
En 2014, l'actrice obtient le rôle de Erin Lindsay dans le spin-off de Chicago Fire, Chicago Police Department diffusé sur la chaîne NBC et dans lequel elle retrouve Jesse Soffer. Dans le cadre de différents crossovers, elle incarne le personnage d'Erin Lindsay dans trois autres séries : Chicago Fire, Chicago Med et New York, unité spéciale.
Pendant l'été 2015, elle a créé sa propre marque de parfums et produits de beauté I Smell Great en collaboration avec Randi Shinder. La marque se veut écoresponsable avec des emballages 100 % biodégradables.

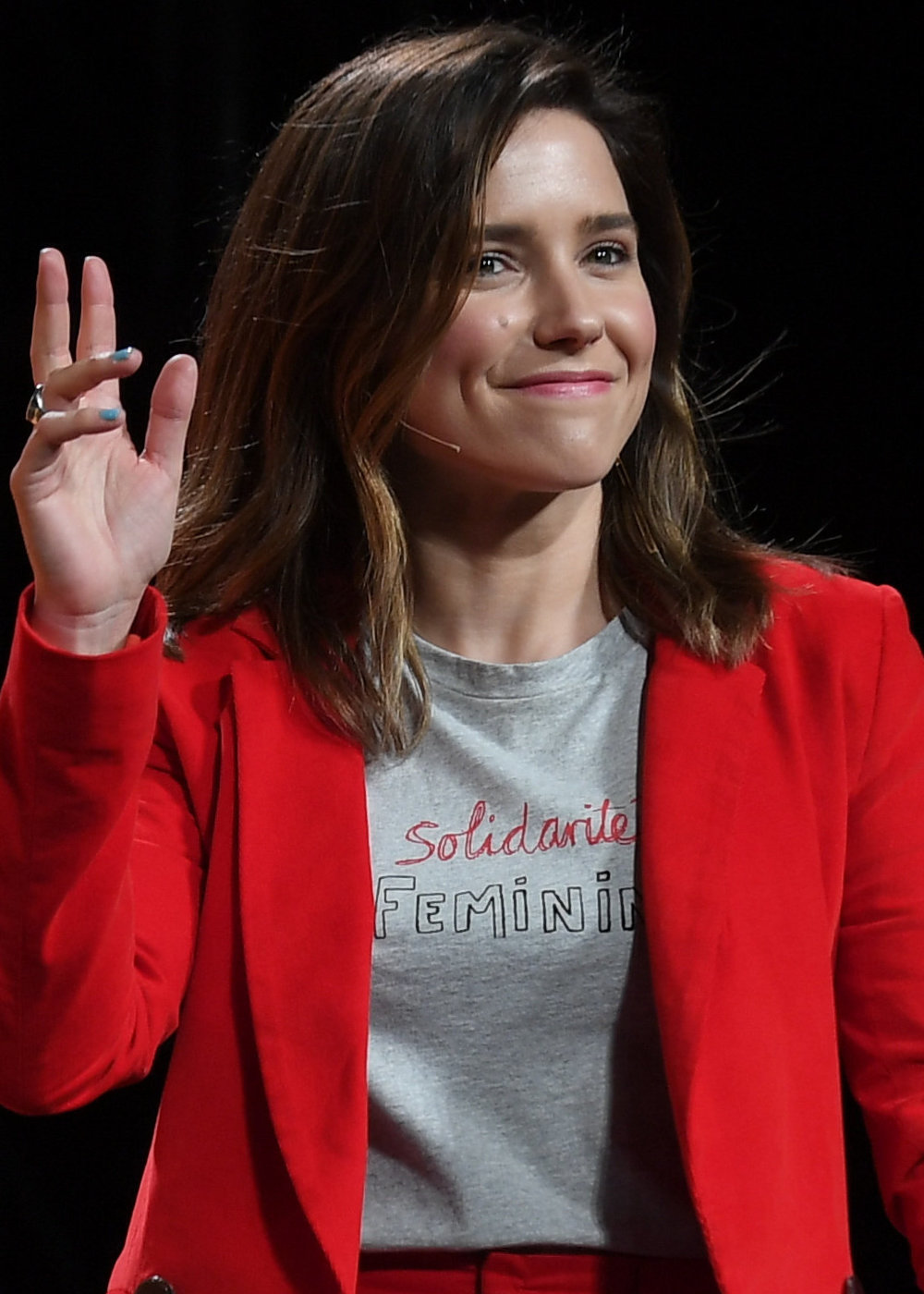
Lors de l'édition 2017 de la convention Collision, en Louisiane.

En 2017, Sophia Bush quitte la série Chicago P.D. à la fin de la quatrième saison. Si elle reste floue sur ce départ, elle indique tout de même qu'elle ne prenait plus de plaisir sur le tournage. Finalement, elle révèle, l'année suivante les vraies raisons de son départ de la série ; en dépit d'une réelle envie de poursuivre l'aventure, son départ fut motivé par une mauvaise ambiance sur le tournage ainsi qu'un incident avec le créateur du show,.
L'actrice est ensuite rapidement à l'affiche du film biographique Marshall et annonce avoir signé un contrat d'exclusivité avec 20th Century Fox TV pour le développement d'une comédie ou d'un drame pour la saison 2018-2019. Elle devrait avoir un rôle d'actrice et de productrice exécutive.
En 2018, l'actrice joue aux côtés de Bruce Willis dans le film d'action Acts of Violence.
En 2019, elle est supposée tenir la vedette d'une série policière du réseau CBS, Surveillance, mais la chaîne décide finalement de ne pas commander la série qui reste alors au stade de pilote. Elle y incarnait le rôle d'une jeune femme responsable de la communication de la NSA aux côtés de Catalina Sandino Moreno, Dennis Haysbert et Matthew Modine.
Le 22 février 2019, il est annoncé qu'elle fera une apparition dans les derniers épisodes de la cinquième et dernière saison de la série Jane the Virgin diffusée sur le réseau The CW.

## Vie personnelle
Le 16 avril 2005, elle épouse l'acteur Chad Michael Murray (rencontré sur le tournage des Frères Scott). Les deux acteurs finissent par divorcer un an plus tard, tout en continuant d'incarner à l'écran deux personnages qui entretiennent une relation amoureuse,.
En 2006, elle rencontre l'acteur Austin Nichols par un ami commun. Ils rompent à plusieurs reprises.
Entre mai 2008 et avril 2009, elle fréquente alors James Lafferty.
Sophia Bush et Austin Nichols se remettent ensemble jusqu'en 2012,.
En 2014, elle fréquente Dan Fredinburg, manager des programmes de Google, pendant un an. Ce dernier trouve la mort l'année suivante lors d'une avalanche faisant dix-huit victimes sur le camp de base de l'Everest.
En 2015, elle vit également une histoire avec l'acteur Jesse Soffer (rencontré sur le tournage de la série Chicago P.D).
En 2020, elle est en couple avec Grant Hughes, un entrepreneur inconnu du monde de la télévision. Ils se fiancent le 10 août 2021, après une demande en mariage faite sur le lac de Côme, en Italie. Le couple se marie le 11 juin 2022 au Philbrook Museum of Art à Tulsa, Oklahoma. Leur divorce est annoncé en août 2023.
Sophia Bush officialise le 11 mars 2024 sa relation avec l'ancienne footballeuse Ashlyn Harris.

### Philanthropie
Depuis plusieurs années, Sophia Bush n'hésite pas à utiliser sa notoriété pour sensibiliser le public à plusieurs problématiques d'ordre social : Bangladesh, anorexie, Afghanistan, cause animale, droits des homosexuels, environnement, etc..
En juillet 2010, Sophia Bush décide de boycotter le magasin Urban Outfitters à cause de leur message sur l'image des femmes avec leur slogan « Eat less » (« Mangez moins »). L'actrice a, en effet, toujours promu une image saine et de bien-être pour les femmes. Elle soutient également l'association à but non lucratif To Write Love on Her Arms (en) qui vise à aider les personnes souffrant d'addictions, de dépression, et/ou qui sont suicidaires.

## Filmographie

### Cinéma

#### Longs métrages
- 2002 : American Party de Walt Becker : Sally
- 2003 : Learning Curves de Kilian Kerwin : Beth
- 2005 : Supercross de Steve Boyum : Zoe Lang
- 2006 : John Tucker doit mourir de Betty Thomas : Beth McIntyre
- 2006 : Stay Alive de William Brent Bell : October Bantum
- 2007 : Hitcher de Dave Meyers : Grace Andrews
- 2008 : The Narrows de François Velle : Kathy Popovich
- 2011 : Chalet Girl de Phil Traill : Chloe
- 2017 : Marshall de Reginald Hudlin : Jennifer
- 2017 : Acts of Violence de Brett Donowho : Brooke Baker
- 2018 : Les Indestructibles 2 (Incredibles 2) de Brad Bird : Voyd (voix originale)
- 2020 : Hard Luck Love Song de Justin Corsbie : Carla (postproduction)
- 2020 : False Positive de John Lee (en) (postproduction)

#### Courts métrages
- 2011 : Mob Wives de Chris Kelly : Carla Facciolo
- 2012 : Mob Wives 2: The Christening de Ryan Perez : Carla Facciolo

### Télévision

#### Séries télévisées
- 2003 : Sabrina, l'apprentie sorcière : Fate Mackenzie (1 épisode)
- 2003 : The Flannerys : Katie Flannery (pilote non retenu par ABC)
- 2003 : Nip/Tuck : Ridley Lange (saison 1, 3 épisodes)
- 2003-2012 : Les Frères Scott : Brooke Davis Baker (rôle principal - 187 épisodes - également réalisatrice de 3 épisodes)
- 2009 et 2011 : Phineas and Ferb : Sara (voix, 2 épisodes)
- 2010 : Southern Discomfort d'Andy Cadiff : Haley (pilote non retenu par ABC)
- 2012-2013 : Partners : Ali Landow (rôle principal - 13 épisodes)
- 2013 : Hatfields & McCoys : Emma McCoy (pilote non retenu par ABC)
- 2013-2017 : Chicago Fire : Inspecteur Erin Lindsay (invitée récurrente - 11 épisodes)
- 2014-2016 : New York : Unité Spéciale : Inspecteur Erin Lindsay (invitée récurrente - saison 15, épisode 15, et saison 16, épisodes 7 et 20, et saison 17, épisode 14)
- 2014-2017 : Chicago Police Department : Inspecteur Erin Lindsay (rôle principal - 84 épisodes)
- 2015-2017 : Chicago Med : Inspecteur Erin Lindsay (invitée récurrente - 6 épisodes)
- 2017 : Chicago Justice : Inspecteur Erin Lindsay (saison 1, épisode 13)
- 2018 : Alex, Inc. : Vanessa Stanhope (saison 1, épisode 6)
- 2019 : Surveillance : Maddy (pilote pour CBS)
- 2019 : Easy : Alexandria (saison 3, épisode 3)
- 2019 : Jane The Virgin : Julie (saison 5, épisode 12)
- 2019 : Drunk History : Bonnie Raines (saison 6, épisode 13)
- 2020 : This Is Us : Lizzy (saison 4, épisode 10)
- 2020-2021 : Love, Victor : Veronica (rôle récurrent - 9 épisodes)
- 2022 : Good Sam : Sam Griffith (rôle principal - 13 épisodes)
- 2024 : Grey's Anatomy : Cass Beckman (rôle récurrent - a partir de la saison 21, épisode 6)

#### Téléfilms
- 2002 : Au cœur des flammes (Point of Origin) de Newton Thomas Sigel : Carrie Orr
- 2009 : Les Colocataires (Table for Three) de Michael Samonek : Mary

### Clips vidéos
- 2013 : Carried Away de Passion Pit

### Jeux vidéo
- 2018 : Lego Les Indestructibles : Voyd (voix originale)

### En tant que productrice
- 2015 : The Thousand Year Journey de Kenny Laubbacher (documentaire)
- 2018 : A Girl Named C d'Emily Kassie (documentaire)
- 2018 : Mother Truckers (série télévisée documentaire)

## Distinctions

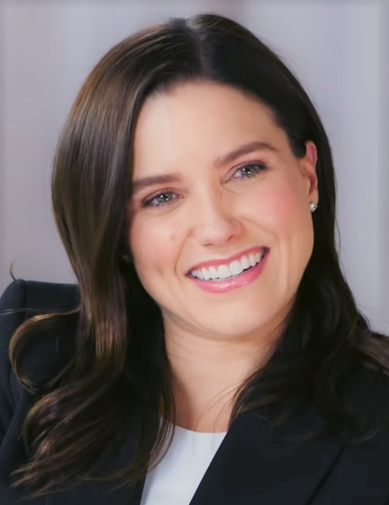
Sophia Bush en janvier 2020.

Sauf indication contraire ou complémentaire, les informations mentionnées dans cette section proviennent de la base de données IMDb.

### Récompenses
- Teen Choice Awards 2007 : 
  - meilleure révélation féminine pour John Tucker doit mourir et Hitcher
  - meilleure actrice pour Hitcher et John Tucker doit mourir
- Vail Film Festival 2007 : Prix de meilleure star montante
- Young Hollywood Award 2012 : Prix de Bing de philanthropie

### Nominations
- Teen Choice Awards 2005 : meilleure actrice pour Les Frères Scott
- Teen Choice Awards 2006 : meilleure actrice pour Les Frères Scott
- Teen Choice Awards 2008 : meilleure actrice pour Les Frères Scott
- Teen Choice Awards 2010 : meilleure actrice pour Les Frères Scott
- People's Choice Awards 2017 : actrice préférée dans d'une fiction télévisée dramatique ou policière pour Chicago Police Department

## Podcast
En juin 2021, Sophia Bush a retrouvé ses co-stars Hilarie Burton Morgan et Bethany Joy Lenz pour lancer Drama Queens, un podcast pour iHeartRadio où elles parlent des épisodes de la série Les Frères Scott/One Tree Hill.

## Voix francophones
En France, Barbara Delsol est la voix régulière de Sophia Bush depuis 2004. Mélanie Dermont et Elisabeth Ventura l'ont également doublée à deux occasions.
En France
| - Barbara Delsol dans : - Nip/Tuck (série télévisée) - Les Frères Scott (série télévisée) - Hitcher - Chicago Fire (série télévisée) - New York, unité spéciale (série télévisée) - Chicago Police Department (série télévisée) - Chicago Med (série télévisée) - Chicago Justice (série télévisée) - Easy (série télévisée) - Jane the Virgin (série télévisée) - Love, Victor (série télévisée) - False Positive - Grey’s Anatomy (série télévisée) | - Mélanie Dermont (Belgique) dans : - Les Colocataires (téléfilm) - Chalet Girl - Elisabeth Ventura dans (les séries télévisées) : - Partners - Good Sam Et aussi - Karine Martin dans Au cœur des flammes (téléfilm) - Maia Baran (Belgique) dans John Tucker doit mourir - Noémie Orphelin dans Stay Alive - Hélène Van Dyke (Belgique) dans Acts of Violence - Youna Noiret dans Les Indestructibles 2 (voix) - Caroline Victoria dans This Is Us (série télévisée) |